# 8128 (tal)
8128 är det naturliga talet som följer 8127 och som följs av 8129.

## Inom vetenskapen
- 8128 Nicomachus, en asteroid.

## Inom matematiken
- 8128 är det fjärde perfekta talet.
- 8128 är det 127:e triangeltalet.
- 8128 är ett jämnt tal.